# Haplolobus mollis
Haplolobus mollis är en tvåhjärtbladig växtart som beskrevs av Herman Johannes Lam. Haplolobus mollis ingår i släktet Haplolobus och familjen Burseraceae. Inga underarter finns listade i Catalogue of Life.